# Xe législature du Parlement de La Rioja
La Xe législature du Parlement de La Rioja est un cycle parlementaire du Parlement de La Rioja, d'une durée de quatre ans, ouvert le 20 juin 2019 à la suite des élections du 26 mai précédent, et clos le 4 avril 2023.

## Historique
La Xe législature s'ouvre le 20 juin 2019 sous la présidence d'Ana Santos, du PSOE, doyenne de l'Assemblée, qui fait procéder à l'élection du président. Jesús María García est élu à la majorité absolue de 17 voix contre 12 à Begoña Martínez, du PP, et 4 à Alberto Reyes, de Ciudadanos. Son élection est suivie de celle des deux vice-présidents et des deux secrétaires.

## Bureau
| Poste                    | Titulaire              | Parti | Parti |
| ------------------------ | ---------------------- | ----- | ----- |
| Président                | Jesús María García     |       | PSOE  |
| Première vice-présidente | Henar Moreno           |       | IU    |
| Deuxième vice-président  | José Ignacio Ceniceros |       | PP    |
| Première secrétaire      | Teresa Villuendas      |       | PSOE  |
| Deuxième secrétaire      | Begoña Martínez        |       | PP    |

## Groupes parlementaires
| Nom | Nom               | Début | Fin | Porte-parole                          |
| --- | ----------------- | ----- | --- | ------------------------------------- |
|     | Groupe socialiste | 15    | 15  | Raúl Díaz                             |
|     | Groupe populaire  | 12    | 12  | Jesús Garrido                         |
|     | Groupe Ciudadanos | 4     | 4   | Pablo Baena Belinda León (03/11/2022) |
|     | Groupe mixte      | 2     | 2   | Poste tournant                        |

## Commissions parlementaires
| Commission                                                                                         | Président                      | Parti | Parti |
| -------------------------------------------------------------------------------------------------- | ------------------------------ | ----- | ----- |
| Commissions permanentes législatives                                                               |                                |       |       |
| Commission des Finances                                                                            | Henar Moreno                   | IU    |       |
| Commission du Développement autonomique                                                            | Teresa Villuendas              | PSOE  |       |
| Commission de la Durabilité et de la Transition écologique                                         | Pablo Baena                    | Cs    |       |
| Commission de la Durabilité et de la Transition écologique                                         | Santiago Urizarna (13/12/2022) | PSOE  |       |
| Commission de l'Éducation et de la Culture                                                         | Graciela Loza                  | PSOE  |       |
| Commission de l'Agriculture, de l'Élevage, du Monde rural, de l'Intérieur et de la Population      | Raúl Díaz                      | PSOE  |       |
| Commission de l'Agriculture, de l'Élevage, du Monde rural, de l'Intérieur et de la Population      | Ana López (22/09/2020)         | PSOE  |       |
| Commission de la Santé                                                                             | Pilar Rabasa                   | Cs    |       |
| Commission des Services sociaux et à la Citoyenneté                                                | Ana López                      | PSOE  |       |
| Commission des Services sociaux et à la Citoyenneté                                                | Ana Santos (18/09/2020)        | PSOE  |       |
| Commission de la Participation, de la Coopération et des Droits humains                            | Sara Orradre                   | PSOE  |       |
| Commission de la Participation, de la Coopération et des Droits humains                            | Nuria del Río (04/03/2021)     | PSOE  |       |
| Commission des Budgets                                                                             | Pablo Baena                    | Cs    |       |
| Commission des Budgets                                                                             | Belinda León (28/10/2022)      | Cs    |       |
| Commissions permanentes non-législatives                                                           |                                |       |       |
| Commission du Règlement                                                                            | Jesús María García             | PSOE  |       |
| Commission institutionnelle, du Développement du statut et du Régime des administrations publiques | Sara Orradre                   | PSOE  |       |
| Commission institutionnelle, du Développement du statut et du Régime des administrations publiques | Francisco Ocón (23/09/2020)    | PSOE  |       |
| Commission des Pétitions et de la Défense du citoyen                                               | Resurrección Cruz              | PSOE  |       |
| Commissions d'étude                                                                                |                                |       |       |
| Commission pour la récupération économique et sociale après la COVID-19                            | Nuria del Río                  | PSOE  |       |

## Gouvernement et opposition
| Candidat             | Date                                       | Vote       |      |    |    |    |      | Résultat |  |  |  |  |  |  |  |  |  |  |  |  |  |  |  |
| Candidat             | Date                                       | Vote       | PSOE | PP | Cs | IU | Pod. | Résultat |  |  |  |  |  |  |  |  |  |  |  |  |  |  |  |
| Concha Andreu (PSOE) | 16 juillet 2019 (majorité absolue requise) | Oui        | 15   |    |    | 1  |      | 16 / 33  |  |  |  |  |  |  |  |  |  |  |  |  |  |  |  |
| Concha Andreu (PSOE) | 16 juillet 2019 (majorité absolue requise) | Non        |      | 12 | 4  |    | 1    | 17 / 33  |  |  |  |  |  |  |  |  |  |  |  |  |  |  |  |
| Concha Andreu (PSOE) | 16 juillet 2019 (majorité absolue requise) | Abstention |      |    |    |    |      | 0 / 33   |  |  |  |  |  |  |  |  |  |  |  |  |  |  |  |
| Concha Andreu (PSOE) |                                            |            |      |    |    |    |      |          |  |  |  |  |  |  |  |  |  |  |  |  |  |  |  |
| Concha Andreu (PSOE) | 18 juillet 2019 (majorité simple)          | Oui        | 15   |    |    | 1  |      | 16 / 33  |  |  |  |  |  |  |  |  |  |  |  |  |  |  |  |
| Concha Andreu (PSOE) | 18 juillet 2019 (majorité simple)          | Non        |      | 12 | 4  |    | 1    | 17 / 33  |  |  |  |  |  |  |  |  |  |  |  |  |  |  |  |
| Concha Andreu (PSOE) | 18 juillet 2019 (majorité simple)          | Abstention |      |    |    |    |      | 0 / 33   |  |  |  |  |  |  |  |  |  |  |  |  |  |  |  |

| Candidat             | Date                                    | Vote       |      |    |    |    |      | Résultat |
| Candidat             | Date                                    | Vote       | PSOE | PP | Cs | IU | Pod. | Résultat |
| Concha Andreu (PSOE) | 27 août 2019 (majorité absolue requise) | Oui        | 15   |    |    | 1  | 1    | 17 / 33  |
| Concha Andreu (PSOE) | 27 août 2019 (majorité absolue requise) | Non        |      | 12 | 4  |    |      | 16 / 33  |
| Concha Andreu (PSOE) | 27 août 2019 (majorité absolue requise) | Abstention |      |    |    |    |      | 0 / 33   |

## Désignations

### Sénateurs
| Parti | Parti | Sénateur désigné | Voix |
| ----- | ----- | ---------------- | ---- |
| PSOE  |       | Raúl Díaz Marín  | 16   |

- Désignation : 22 juillet 2019.
- Raúl Díaz (PSOE) est remplacé en janvier 2022 par María Teresa Villuendas Asensio avec 17 voix favorables.